# SV Sodingen
El SV Sodingen es un equipo de Fútbol de Alemania que juega en la Westfalenliga, sexta división nacional.

## Historia
Fue fundado el 14 de septiembre de 1912 en la ciudad minera de Sodingen del estado de Renania del Norte-Westfalia y en sus primeros años estaban jugando en las divisiones menores del país. El equipo estaba compuesto por mineros trabanadores en Mont Cenis y alrededores y por su estilo de juego de patadas y correr tras el balón, el entonces entrenador de la selección nacional Sepp Herberger dijo que el club era "el único equipo alemán que juega en inglés".
En la temporada 1954/55 terminaron en segundo lugar de la Oberliga West y con ello clasificaron por primera vez al torneo nacional venciendo en la ronda clasificatoria al SSV Reutlingen 05 para avanzar a la fase de grupos, en la primera de nueve temporadas en la primera división alemana, temporadas en las que estuvieron en los puestos intermedios de la clasificación hasta su última aparición en 1962 y desde 1963 con la creación de la Bundesliga de Alemania pasan en las categorías aficionadas.

## Palmarés
- 2. Liga-West: 2

1952, 1960

## Jugadores

### Jugadores destacados
| - Hännes Adamik - Hans Cieslarczyk - Willi Demski - Gerdi Harpers - Leo Konopczynski - Josef Marx | - Alfons Nowak - Günter Sawitzki - Harry Linka - Bernd Thiele - Christos Orkas - Michael Esser |

## Galería

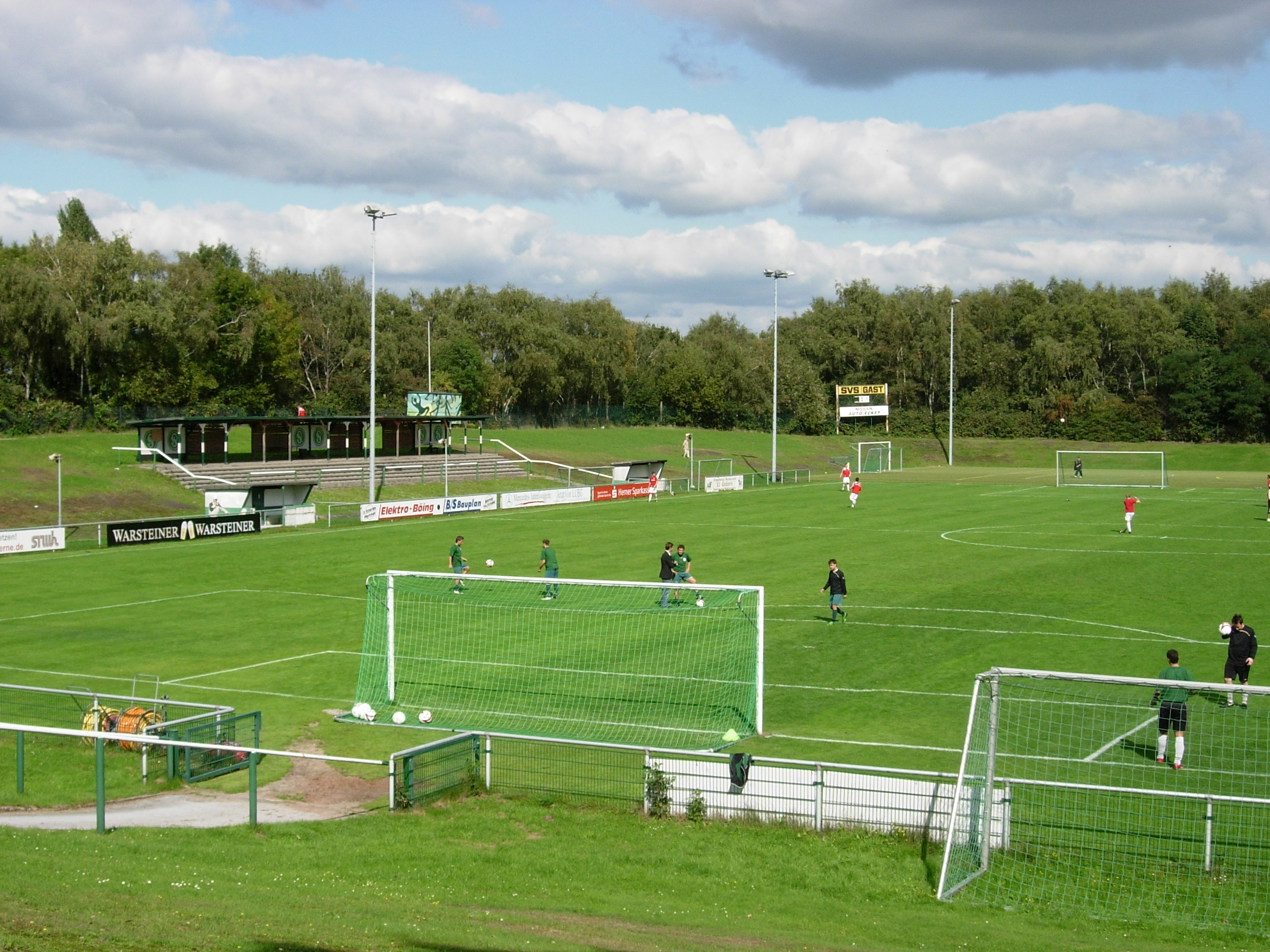
Campo de entrenamiento del club.
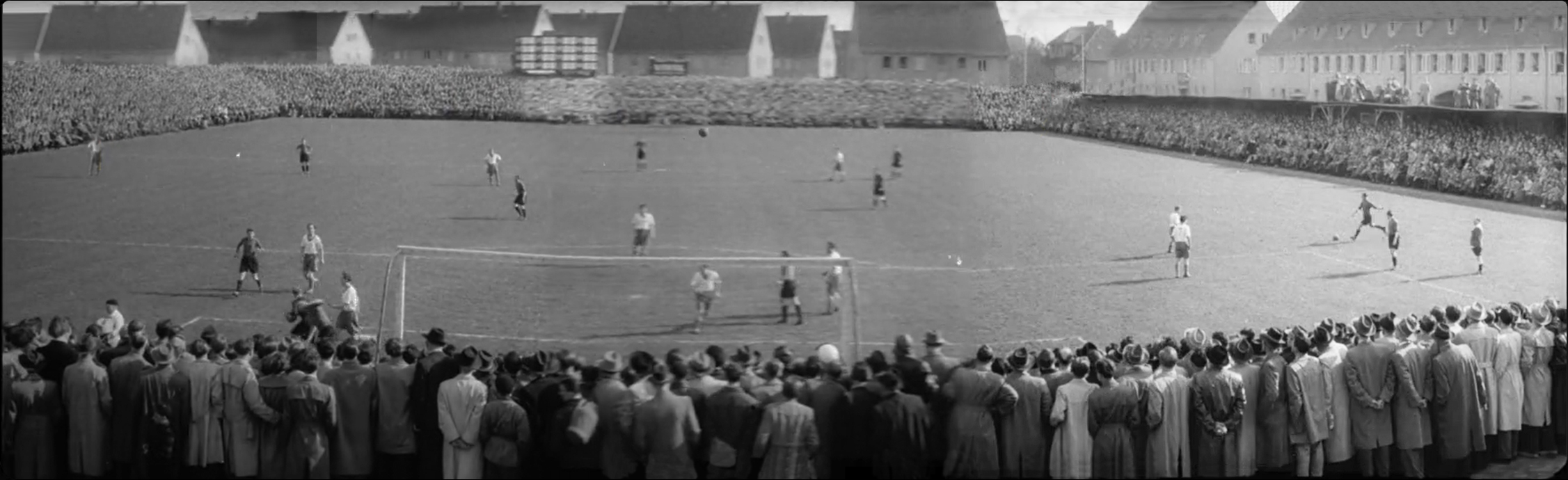
Partido de la Oberliga de 1955 ante el Bayer Leverkusen en el Stadion am Stadtpark.
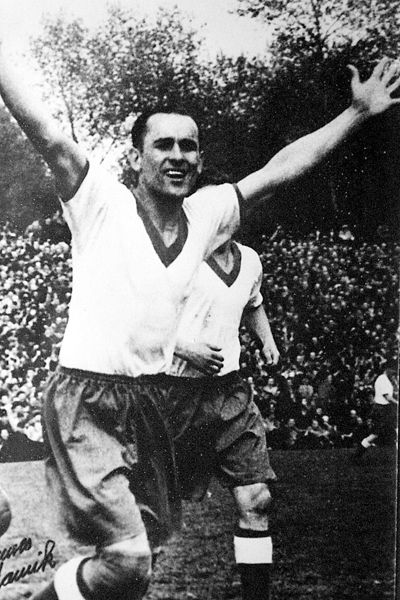
Hännes Adamik jugó en el club en primera división.